# Толова (плем'я)

Герб племені толова

Толова (англ. Tolowa) — корінне індіанське плем'я, що й до сьогодні мешкає на північному заході Каліфорнії та південному заході Орегону.

## Мова та назва
Мова толова належить до атабаських мов і є вимираючою.
Назва «толова» походить з мови сусідів — племені юрок. Самоназва членів племені — «ксус» або «ді-ні», що означає, як і у багатьох інших атабаських народів, «людина».

## Демографія
Оцінки чисельності толова у 1770 році суттєво різняться: від 450 до 2400 людей. За даними переписів у 1910 році було 150 толова, у 1920—121. До 2009 року налічувалося приблизно 1000 представників племені.  